# Links 2 3 4
A Links 2 3 4 a Rammstein német metálegyüttes Mutter című stúdióalbumának második kislemeze. A dal válasz a vádakra, miszerint a Rammstein fasiszta/náci nézeteket vall.
„Kétségtelen, hogy nem politikai együttes vagyunk, de számtalan rágalom után, mint például "a Rammstein a jobb oldalon áll", vagy "a Rammstein náci?" egyszerűen álláspontot kellett foglalnunk. Ezt interjúkban sosem tettük, mert sok újságíró azt írja, amit hallani akar. Emiatt túl kockázatos lett volna egy nyilatkozat. Zenészekként akartunk állást foglalni, egy jó dallal. A „Links” szónak pusztán politikai jelentése van, mivel a szívünk igazából a bal oldalon van. Soha nem volt közünk a jobb oldalhoz és nem is tudjuk, hogy került ezzel kapcsolatba a Rammstein. Csak azért, mert kemény német zenét játszunk, még nem vagyunk nácik. Kétségtelenül nem vagyunk azok, és ennek a dalnak segítenie kellene véget vetnie ennek az ostoba locsogásnak.” (Christian "Flake" Lorenz)
Bár a dal azért íródott, hogy válaszoljon a rágalmakra, a "Links 2 3 4" utalás a katonai menetelésre, mivel "Links 2 3 4" hallható, amikor a katonák a menetelést gyakorolják a német hadseregben, ahol a "links" (magyarul "bal") szó a bal lábra utal. "Flake" egy online beszélgetésben erről azt írta, hogy ezzel csak azt akarták megmutatni, hogy úgy is lehet "ördögi" zenét csinálni, hogy annak semmi köze a nácizmushoz. A szám szintén úgy kezdődik, mintha ritmusra menetelnének.
A dal egyértelmű utalás a Bertolt Brecht által az 1930-as években a Német Kommunista Párt számára írt Einheitsfrontlied (Egységfrontdal) című indulóra, mely refrénjének szövege „Drum links, zwei, drei!”. Brecht műveire más Rammstein dalban is van utalás. A Haifisch refrénje például a Koldusopera egyik dalbetétjének átirata. A Koldusopera szintén erősen baloldali érzülettel átitatott mű, amely akkortájt íródott, mikor Brecht megismerkedett a marxizmussal.
A refrénben a "zwei" (magyarul kettő) szónak egy régi változatát ("zwo") használják. A zwo egy régies alakja a kettőnek, és a katonaságnál használták, hogy a "zwei" (kettő) és "drei" (három) szavakat ne tévesszék össze, például egy visszaszámlálásnál.

## Videó
A videó egy animáció és CGI technológiával készült. Egy hangyabolyt megtámad három bogár, és a hangyák küzdelmét mutatja a videó. A tagok csak pár másodpercig láthatóak, amint ezt a számot adják elő egy mozivásznon.
A rendező Zoran Bihac volt, aki már több klipet is forgatott az együttes számára.

## Számok
1. Links 2 3 4 – 3:36
2. Hallelujah – 3:45
3. Links 2 3 4 (Clawfinger Geradeaus Mix) – 4:28
4. Links 2 3 4 (Technolectro Mix) – 5:57
5. Links 2 3 4 (Hard Rock Café Bonus Mix) – 3:43

A Hallelujah című szám egyik stúdióalbumon sem található meg. Egy pedofil papról szól, és A Kaptár – Resident Evil című film egyik filmzenéje.
A kislemeznek van egy DVD változata is, ami a számok mellett tartalmaz egy DVD-t is, amin a klip, a klip werkfilmje és egy fotógaléria található. Az első kettő az együttes Lichtspielhaus című DVD-jén is látható.

## Külső hivatkozások
- Dalszöveg németül és angolul Archiválva 2011. május 27-i dátummal a Wayback Machine-ben
- Dalszöveg magyarul